# Carletto Gambarotta
Carletto Gambarotta (all'anagrafe Carlo Gio Batta Gambarotta) (Novi Ligure, 24 ottobre 1901 – Novi Ligure, 27 giugno 1996) è stato un calciatore italiano, di ruolo difensore.

## Carriera
Giocò per cinque stagioni alla Novese, di cui tre in Prima Divisione. È ricordato per aver segnato, a Cremona il 28 maggio 1922, il gol decisivo nella finale del campionato di Prima Categoria FIGC vinta dai biancocelesti contro la Sampierdarenese.
Passò poi all'Alessandria, dove giocò 2 partite. In seguito militò nel Rapallo.
Ricevette nel 1987 dal comune di Novi Ligure e dal centro studi "In Novitate" la Torre d'Oro, premio assegnato annualmente a novesi che si sono distinti in diversi ambiti.
Morì nel 1996, a 94 anni.

## Palmarès

### Competizioni nazionali
- Campionato italiano: 1

Novese: 1921-1922